# Dicaeum nehrkorni
Dicaeum nehrkorni е вид птица от семейство Dicaeidae.

## Разпространение
Видът е разпространен в Индонезия.